# Umdruck
Umdruck, Überdruck oder Autografie heißt ein Verfahren in der Drucktechnik, bei dem das Druckbild vom Umdruckpapier auf einen Lithografiestein oder eine Metallplatte übertragen wird. Außer diesem gibt es noch weitere Verfahren, in denen das Umdruckpapier eingesetzt wird, wie bei der Übertragung des Druckbilds von Druckform zu Druckform.
Schon Alois Senefelder schilderte in seinem Lehrbuch die Vorteile des Umdruckens: Diese Manier ist der chemischen Druckerey ganz allein zu eigen, und ich bin eher geneigt zu glauben, dass sie die wichtigste meiner ganzen Erfindung ausmache. In der Lithografie muss das Druckbild seitenverkehrt auf den Stein gezeichnet werden. Senefelder löste dieses Problem, indem er seine Arbeiten auf einem speziellen Papier seitenrichtig ausführte und sie davon auf einen Stein umdruckte. So erhielt er ein seitenverkehrtes Druckbild auf dem Stein und davon wiederum einen seitenrichtigen Druck.

## Verfahren
Das Umdruckpapier kann der Lithograf oder Künstler selbst herstellen. Hierbei wird ein Papierbogen mit einem wasserlöslichen Aufstrich beschichtet, der eine Trennschicht zwischen Zeichnung und Papier bildet. Wichtigste Zutaten sind Knochenleim, Stärke, Kreide und Gummi arabikum. Die Masse wird gleichmäßig mit Schwamm oder Pinsel auf das Papier aufgetragen und nach der Trocknung auf einem glattgeschliffenen Lithografiestein durch die Steindruckpresse gezogen. Damit wird die Oberfläche des beschichteten Papiers geglättet und kann nun vom Lithografen mit Autografietusche beschrieben werden. Vor dem Umdruck auf den Stein feuchtet man das Papier auf der Rückseite an und es wird danach mit der Schichtseite auf den vorher erwärmten Stein gelegt. Unter leichtem Anpressdruck zieht man den Stein durch die Handpresse. Das Umdruckpapier muss glatt am Stein kleben und wird nun so lange mit sogenanntem Scheidewasser gefeuchtet, bis es sich problemlos wie ein Abziehbild ablösen lässt. Danach sollte das Druckbild sauber auf dem Stein erscheinen und auf dem Umdruckpapier dürfen keine Überreste vorhanden sein.
Im gewerblichen Bereich des Steindrucks wurde der Umdruck oder Überdruck eingesetzt, um das vorhandene Druckbild von einem Stein auf einen zweiten zu übertragen. Als Umdruckpapier diente das sogenannte Berliner Überdruckpapier, das fertig beschichtet im Handel lieferbar ist. Da in der Steindruckschnellpresse größere Steine eingesetzt wurden, musste die Originallithografie je nach Druckauflage und Größe zu mehreren Nutzen passgenau übertragen werden. Hierbei kam es auf sehr genaues Arbeiten an, denn die einzelnen Farben jeder Lithografie mussten absolut genau übereinanderpassen. Das geschah durch das Nadeln oder Aufstecken der Umdrucke auf einen Kartonbogen, der dem Druckformat entsprach. Jede einzelne Farbe hatte seitlich außerhalb des Druckbilds Passkreuze, die in der Mitte mit einer spitzen Nadel durchstoßen wurden. Nach dem Aufstecken der ersten Farbe wurden alle weiteren Farben genau nach den Nadellöchern der ersten Farbe auf dem Kartonbogen positioniert und aufgesteckt. Die hier tätigen Mitarbeiter hießen demzufolge Aufstecker. Die Übertragung auf den Maschinenstein entsprach dem oben beschriebenen Verfahren.
Eine weitere Form des Umdrucks war der Klatsch oder Scheindruck. Dieser wurde in der Chromolithografie dazu verwendet, der Farbenzahl entsprechend viele Steine mit den Konturen des Druckbilds zu versehen. Der Lithograf erstellte zuvor vom Originalbild eine Konturenzeichnung aus feinen Linien, die Umrisse und Farbunterschiede enthielt und als Vorzeichnung für die spätere Chromolithografie diente. Auch hierzu wurde Umdruckpapier verwendet, jedoch nur mit heller, fettarmer Farbe versehen, so dass die Konturen der Vorzeichnung später keine Druckfarbe annahmen.
Auch in der Chemigrafie wurde der Umdruck eingesetzt, jedoch mit Autotypografie bezeichnet. Das Druckbild wurde mit autografischer Tusche auf Umdruckpapier gezeichnet oder von Buchdrucken, Lithografien und Kupferstichen auf Umdruckpapier gedruckt, auf Zinkplatten übertragen und hochgeätzt. Lithographierte oder als Kupferstich gedruckte Umdruckpapiere wurden und werden auch bei der Herstellung dekorierter Keramik verwendet, vor allem beim Geschirr aus Steingut.